# Dodge Copperhead

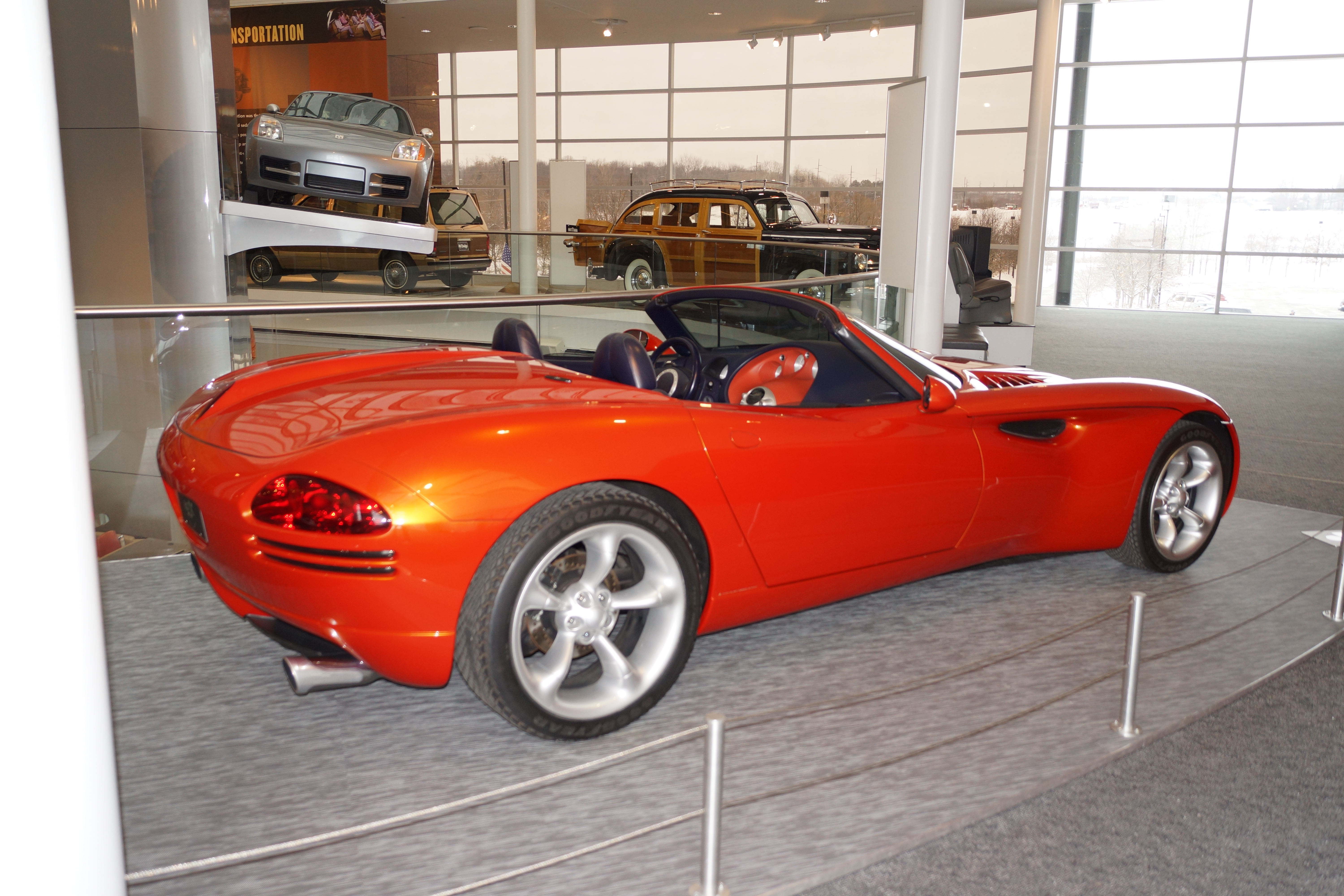
Вид сзади

Dodge Copperhead, (позже неофициально переименован в Dodge Concept Car или Dodge Concept Vehicle), концептуальный автомобиль созданный компанией Dodge, изначально задуманный как упрощённая версия Dodge Viper для тех, кто не может позволить себе полноценный Viper за 75 000 долларов США.

## Обзор
Dodge Copperhead впервые был представлен на Североамериканском международном автосалоне 1997 года в Детройте.
При проектировании Copperhead был сделан упор на максимальную управляемость и комфорт при вождении, в отличие от Viper идея которого в максимальной, едва управляемой мощности и высокой скорости. Превосходная управлемость обуславливалась широкой колеёй и маленьким клиренсом. Преследуя цель дать водителю чёткое ощущение дороги, инженеры Dodge расположили колёса как можно дальше от центра, по краям рамы, а также выставив клиренс в 127 мм и сделав подвеску более жёсткой, что потенциально, сделало бы эту машину очень интересной для тюнинг-энтузиастов.
По изначальной задумке Dodge Copperhead должен был пойти в серийное производство в 2000 году, но позже релиз был отменён.

## Дизайн
Внешний и внутренний дизайн Copperhead почти полностью независим от своего вдохновителя — Dodge Viper, за исключением лишь некоторых элементов.

### Экстерьер
Copperhead немного короче, чем Viper, за исключением колесной базы, которая на 300 мм; 12 дюймов длиннее.
Новый внешний вид Copperhead включает в себя большие колесные крылья, больший передний бампер, немного меньшую переднюю решетку, фары, расположенные под капотом, боковые впускные ямы (а не обычные боковые входные отверстия), удаленный воздухозаборник, уменьшенные воздухозаборники на капоте, короткие верхний задний плавник, задние фонари Viper меньшего размера и передние колеса, слегка сдвинутые вперед для лучшей управляемости.

### Интерьер
Четыре датчика располагаются посередине приборной панели, отображая моторное масло, спидометр, топливо и температуру, а рядом с ними расположены фары дальнего света и указатели поворота. Под датчиками находится зона управления центральной консоли в форме головы, включающая климат-контроль, два вентилятора кондиционера, дисплей температуры, дисплей радио FM и другие функции. Ниже органов управления установлена 5-ступенчатая механическая коробка передач и ручной тормоз. Весь дизайн центральной консоли напоминает змею.

## Характеристики
Dodge Copperhead оснащён полностью алюминиевым DOHC V6 двигателем 2.7 л. (160 in³) LH, производства Chrysler, который помещен на переднее продольное положение. Двигатель выдает 164 кВт; 223 л. с. при 6000 об / мин и 188 фунт-футов (255 Нм) при 4900 об / мин. Вся мощность передается на задние колеса 5-ступенчатой механической коробкой передач с малым передаточным числом на задние колёса.
Рама в значительной степени основана на Dodge Viper, но была значительно изменена в соответствии с требованиями Copperhead. Колёса сзади и спереди имеют разные размеры, 225/40R18 спереди и 255/40R20 сзади, способствуют точной управляемости благодаря увеличенной ширине и обеспечивающей хорошее сцепление благодаря рисунку протектора. Подвеска состоит из двойных поперечных рычагов с катушкой над амортизаторами. ABS тормоза на 4 колеса.

## Спор о названии
После обнародования Copperhead, Dodge получил жалобу на право владения именем «Copperhead». Кастомизированный Ford Coupe 1950 года, принадлежащий Билли Гиббонсу из американской рок-группы ZZ Top, уже был зарегистрирован под именем Copperhead. В результате DaimlerChrysler неофициально переименовал автомобиль, назвав его «Concept Car» вместо «Copperhead». Переименование так же затронуло наборы для прессы, игрушки и прочие промоматериалы. Это сделало наборы для прессы и прочие предметы в которых присутствует оригинальное название «Copperhead» — коллекционными.
Большая часть дизайна автомобиля была «завязана» на его названии (рисунок покрышек под змеиную кожу, змеиная обивка сидений и пр.), отсутствие прав на название стала одной из нескольких причин почему автомобиль не пошёл в серию.

## Известность
Dodge Copperhead появляется в играх для PlayStation — Gran Turismo и Gran Turismo 2 . После спора о названии, Copperhead был переименован в «Concept Car» в играх.

## Интересные факты
Название Copperhead отсылает к виду змей, распространённых в США (медянка), равно как и Viper (гадюка). Таким наименованием подчёркивалась «родственность» этих автомобилей.